# Attaliden

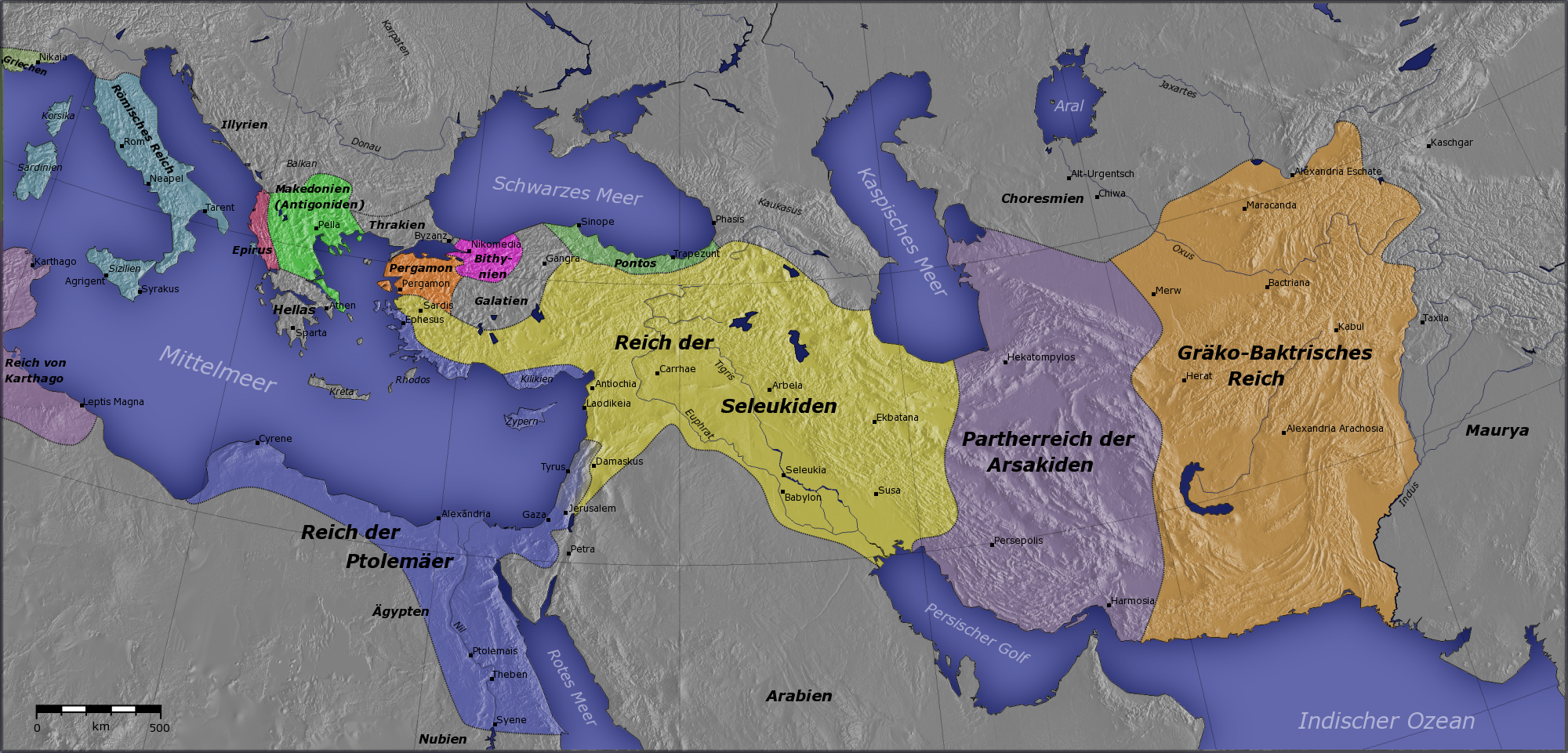
Das Attalidenreich von Pergamon und die übrigen hellenistischen Monarchien um 200 v. Chr.

Die Attaliden waren ein Herrschergeschlecht zur Zeit des Hellenismus und die Herrscher von Pergamon. Anfangs nur das direkte Umfeld der Stadt Pergamon beherrschend, gelang es der Attalidendynastie im Verlauf des 3. und des frühen 2. Jahrhunderts v. Chr., erhebliche Teile Kleinasiens unter ihre Herrschaft zu bringen. Der letzte allgemein anerkannte König der Familie, Attalos III., vererbte sein Reich an das Römische Reich.

## Geschichte

### Aufstieg

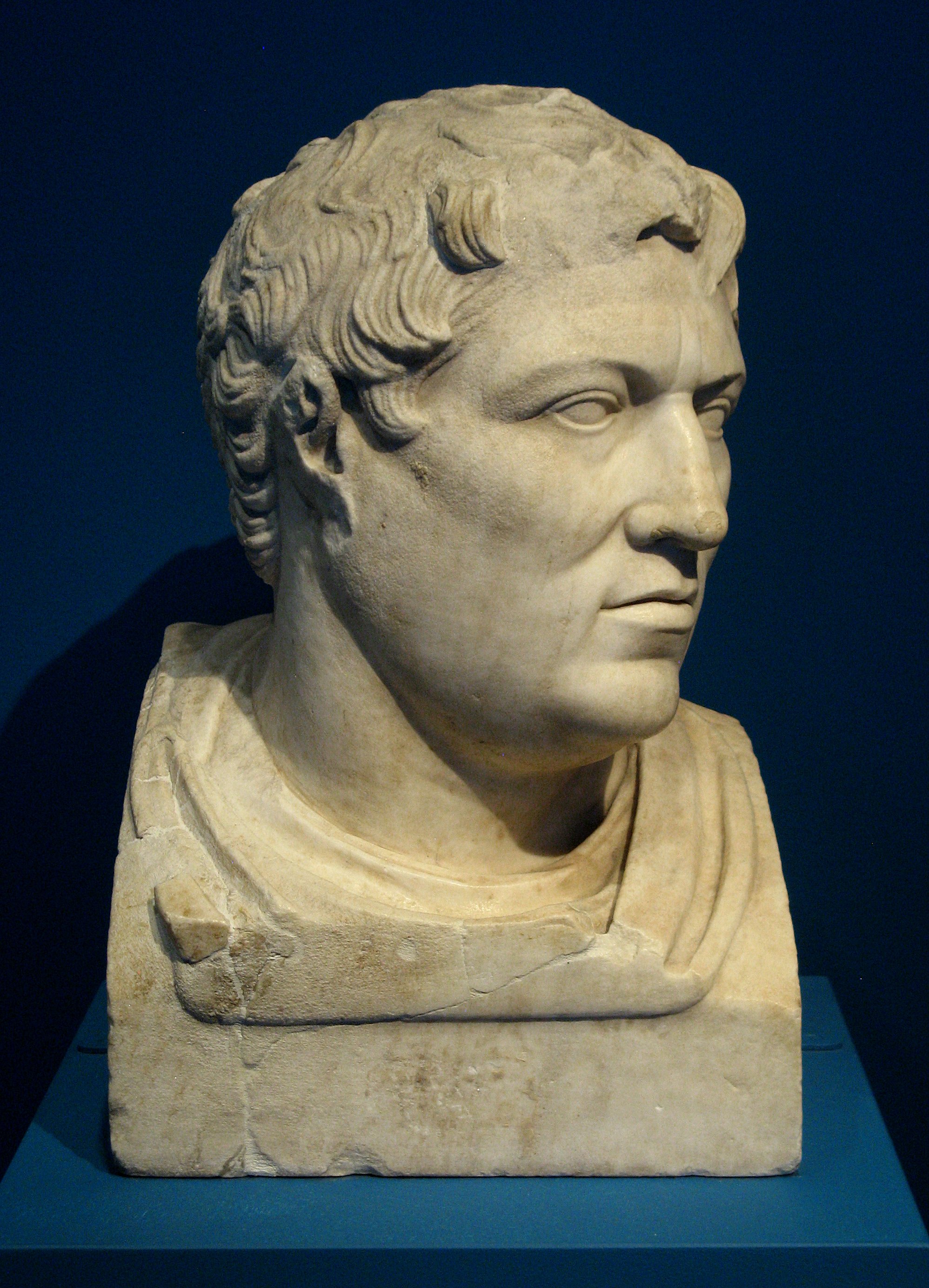
Büste des Philetairos, antike römische Kopie aus der Villa dei Papiri von Herculaneum

Im frühen 3. Jahrhundert v. Chr. gelang es dem General Philetairos, sich zwischen den rivalisierenden Diadochen Lysimachos und Seleukos I. einen faktisch unabhängigen Machtbereich im nordwestlichen Kleinasien zu schaffen: Ursprünglich diente Philetairos dem Lysimachos und beaufsichtigte für diesen einen Großteil des Staatsschatzes; 282 v. Chr. lief er aber endgültig zu Seleukos über. In der Folgezeit ließ er Münzen im Namen der Seleukiden schlagen, denen er sich weiter unterordnete, nutzte aber insbesondere seine Finanzmittel, um seinen Einfluss in der Region zu vergrößern. Sein Neffe Eumenes I. übernahm 263 die Herrschaft und stabilisierte das kleine Reich; er sagte sich von den Seleukiden los und konnte deren König Antiochos I. 261 oder 260 in einer Schlacht bei Sardeis besiegen. Fortan schlug er Münzen im eigenen Namen und schaffte es, seinem Herrschaftsgebiet den aus ökonomischen Gründen wichtigen Zugang zum Mittelmeer zu verschaffen. Sein Nachfolger Attalos I., nach dem die Dynastie benannt ist, nahm schließlich 238 den Königstitel an. Als Anlass diente ein Sieg seiner Truppen über die Galater.

### Höhepunkt

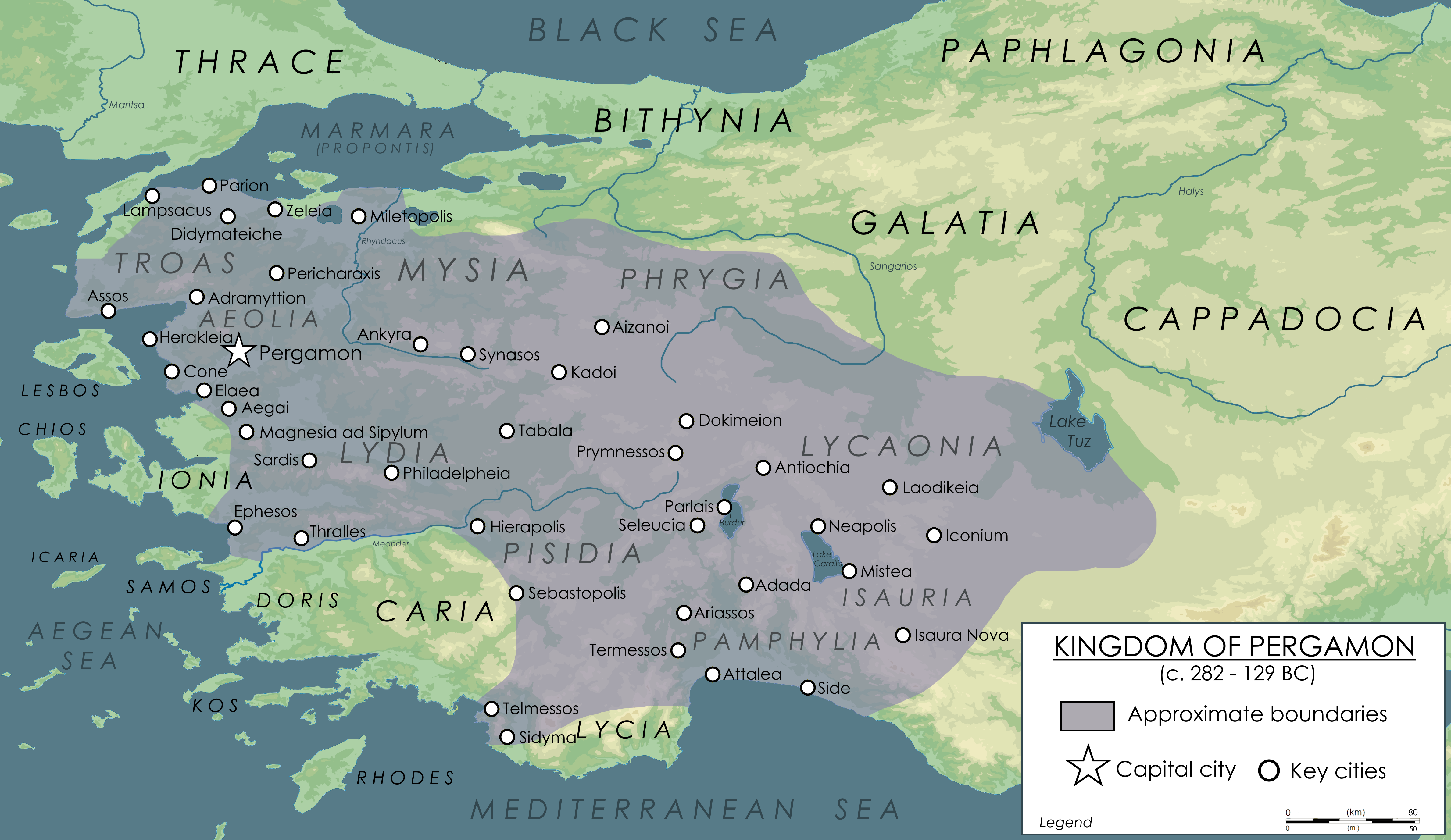
Ungefähre Ausdehnung des Attalidenreichs nach dem Frieden von Apameia 188 v. Chr.

Anschließend nutzten die Attaliden die vorübergehende Schwäche der Seleukiden aus und eroberten größere Teile Kleinasiens; einige Jahre später gelang es den Seleukiden jedoch, diese Gebiete zurückzugewinnen und die Attaliden wieder auf ihr Kerngebiet um Pergamon zu beschränken.
Die Attaliden bauten ihre Residenzstadt prächtig aus (siehe Pergamonaltar) und schafften es, sich unter Ausnutzung der Konflikte der Großreiche als Mittelmacht zu etablieren. Früh lehnten sich die Könige eng an die Römer an, die seit 200 v. Chr. in den griechischen Osten vorstießen, und wurden dafür im Frieden von Apameia 188 v. Chr. mit erheblichen Gebietsgewinnen auf Kosten der Seleukiden belohnt. Unter Eumenes II. erreichten sie so den Höhepunkt ihrer Macht. Im Zusammenhang des Perseuskrieges fielen sie jedoch 168 v. Chr. ebenso wie Rhodos bei den Römern in Ungnade, nachdem sie sich offenbar um eine Vermittlung zwischen Rom und den Antigoniden bemüht hatten, was vom Senat als Illoyalität interpretiert wurde. Römische Politiker versuchten, Eumenes II. gegen seinen Bruder Attalos auszuspielen, um einen Bürgerkrieg in Pergamon auszulösen; dieser konnte nur knapp verhindert werden. Als Eumenes dann 166 v. Chr. ein großer Sieg über die Galater gelang, machten die Römer diesen Erfolg zunichte, indem sie den Besiegten die Freiheit und Unabhängigkeit garantierten. Die Attaliden mussten hilflos mitansehen, wie sie um die Früchte des teuer erkauften Sieges gebracht wurden.

### Das Ende des Attalidenreichs
Unter Attalos II., der seinem Bruder Eumenes 159 v. Chr. auf dem Thron nachfolgte, führte man verlustreiche Kämpfe gegen Prusias II. von Bithynien; schließlich bat Attalos II. die Römer untertänigst um Hilfe, die diese auch gewährten. Damit waren die Attaliden endgültig zu ganz von Rom abhängigen Klientelkönigen geworden.
Der unbeliebte letzte attalidische Herrscher Attalos III. sah daher offenbar keine Zukunft mehr für sein Reich, sondern verfügte in seinem Testament, dass das Gebiet nach seinem Tod an Rom fallen solle. Möglicherweise wollte sich der kinderlose König auf diese Weise auch nur vorläufig, bis zur Geburt eines leiblichen Erbens, gegen einen Umsturz absichern; er starb aber bereits 133 v. Chr. Auf Betreiben des Volkstribuns Tiberius Sempronius Gracchus beschloss man in Rom jedenfalls, das Erbe nun tatsächlich anzunehmen, und der Versuch des Aristonikos, angeblich ein Halbbruder von Attalos III., sich gewaltsam gegen die Annexion zu wehren, scheiterte wenig später. Das einstige Attalidenreich bildete damit den Kern der römischen Provinz Asia.

## Herrscher

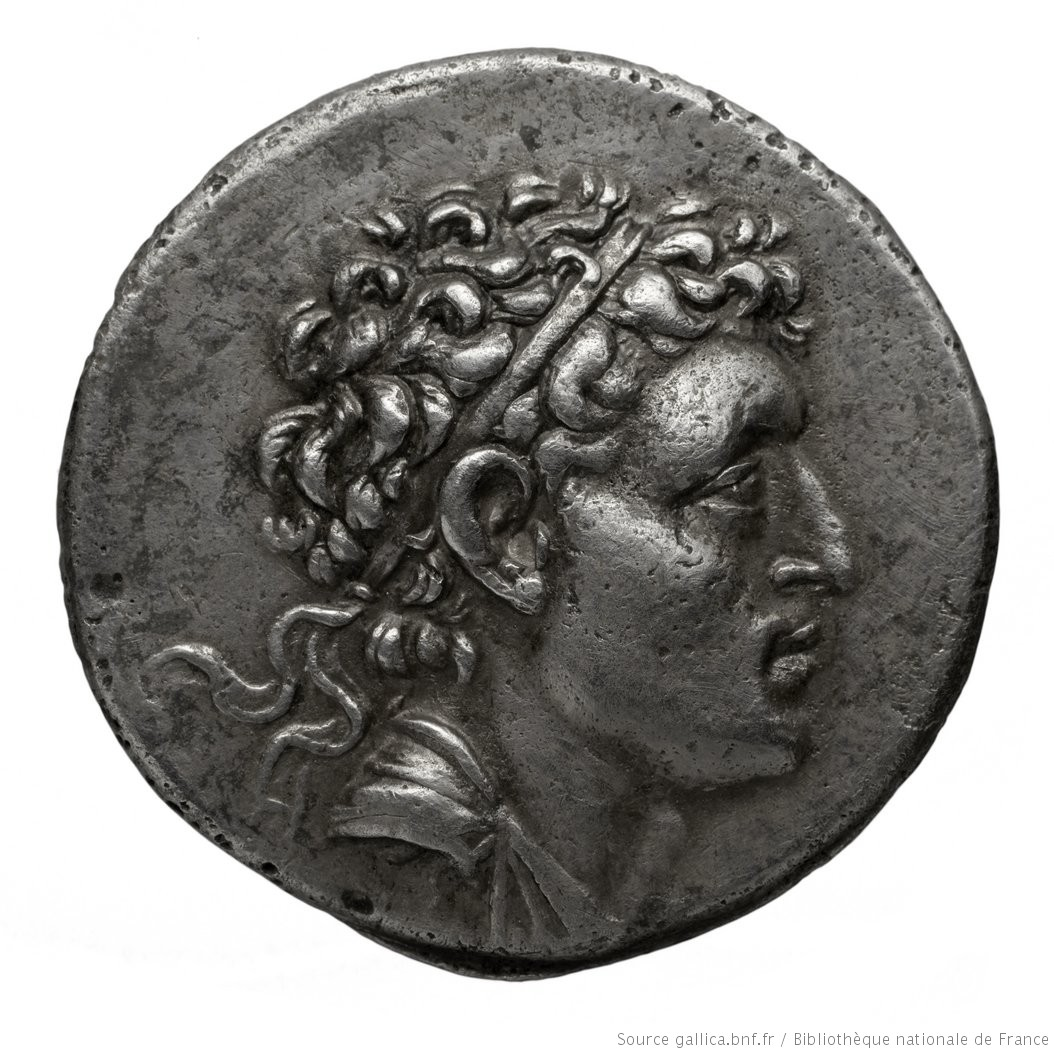
Münzporträt von Eumenes II. auf einer Tetradrachme

- Philetairos (281–263 v. Chr.): Offizier des Diadochen Lysimachos, Schatzhüter. Indem er sich mit den Seleukiden (Nachfolger aus der Diadochendynastie, Herrscher über Syrien und Kleinasien) arrangierte, erklärte Philetairos seine Unabhängigkeit von Lysimachos und gründete ein autonomes, anfangs noch sehr kleines Reich mit Pergamon als Hauptstadt.
- Eumenes I. (263–241 v. Chr.): Neffe und Adoptivsohn von Philetairos. Er griff seinen mächtigen Oberherrn, den Seleukiden Antiochos I., an, erlangte so die Unabhängigkeit und konnte das pergamenische Gebiet vergrößern.
- Attalos I. (241–197 v. Chr.): Großneffe und Adoptivsohn von Eumenes I. Er gewann die Schlacht an den Kaïkosquellen gegen die keltischen Galater und nahm daraufhin den Königstitel an.
- Eumenes II. (197–159 v. Chr.): Sohn von Attalos I. Er unterstützte die Römer 190 v. Chr. in der Schlacht bei Magnesia gegen den Seleukiden Antiochos III. und weitete nach dem Frieden von Apameia (im heutigen Syrien) 188 v. Chr. die Staatsgrenzen des Königreiches Pergamon auf den größten Teil Westkleinasiens aus; sogar im Osten Thrakiens hatten die Attaliden nun Besitz. Während seiner Zeit erlebte das pergamenische Reich eine Blütezeit; gegen Ende seiner Herrschaft fiel er jedoch bei Rom in Ungnade und verlor einen Teil der hinzugewonnenen Gebiete wieder.
- Attalos II. (159–138 v. Chr.): Bruder von Eumenes II. und unter seiner Herrschaft bereits Mitregent. Er ließ die Attalos-Stoa in Athen errichten.
- Attalos III. (138–133 v. Chr.): Neffe von Attalos II. Der letzte Herrscher der Attalidendynastie war kinderlos und vererbte Pergamon testamentarisch an die Römer.
- Aristonikos (gest. 129 v. Chr.): illegitimer Sohn des Eumenes II. und einer Epheserin. Beanspruchte als Eumenes III. den Thron Pergamons; sein Aufstand wurden von den Römern gewaltsam niedergeschlagen.

## Städtebau, Architektur und Stiftungen

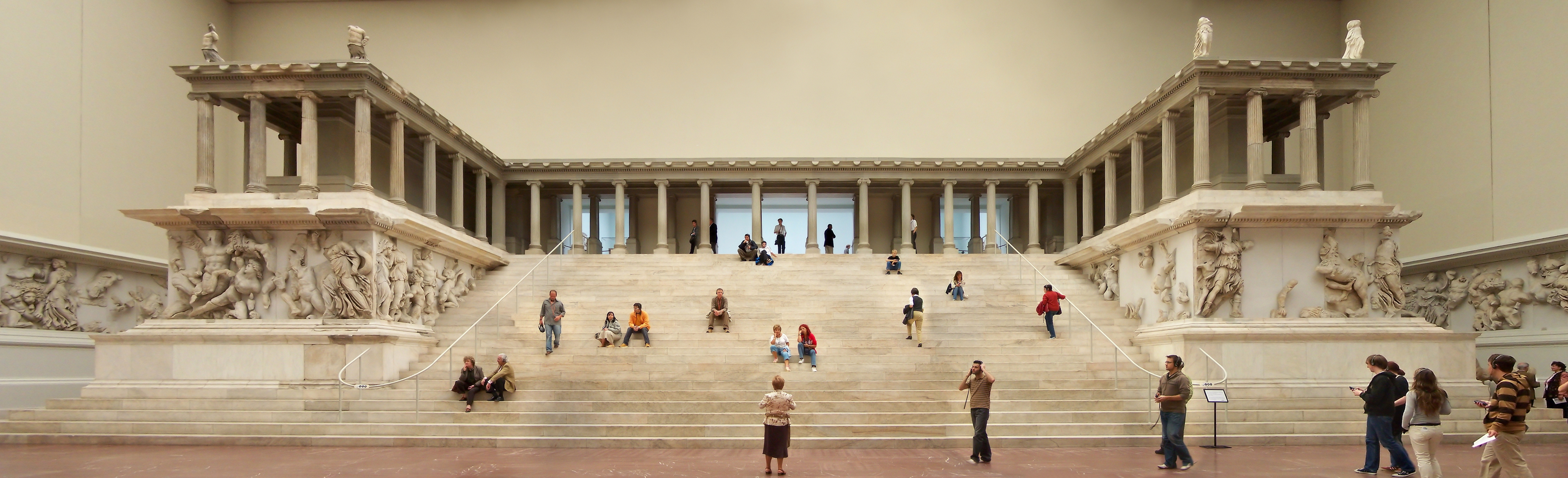
Teilrekonstruktion des unter den Attaliden errichteten Pergamonaltars

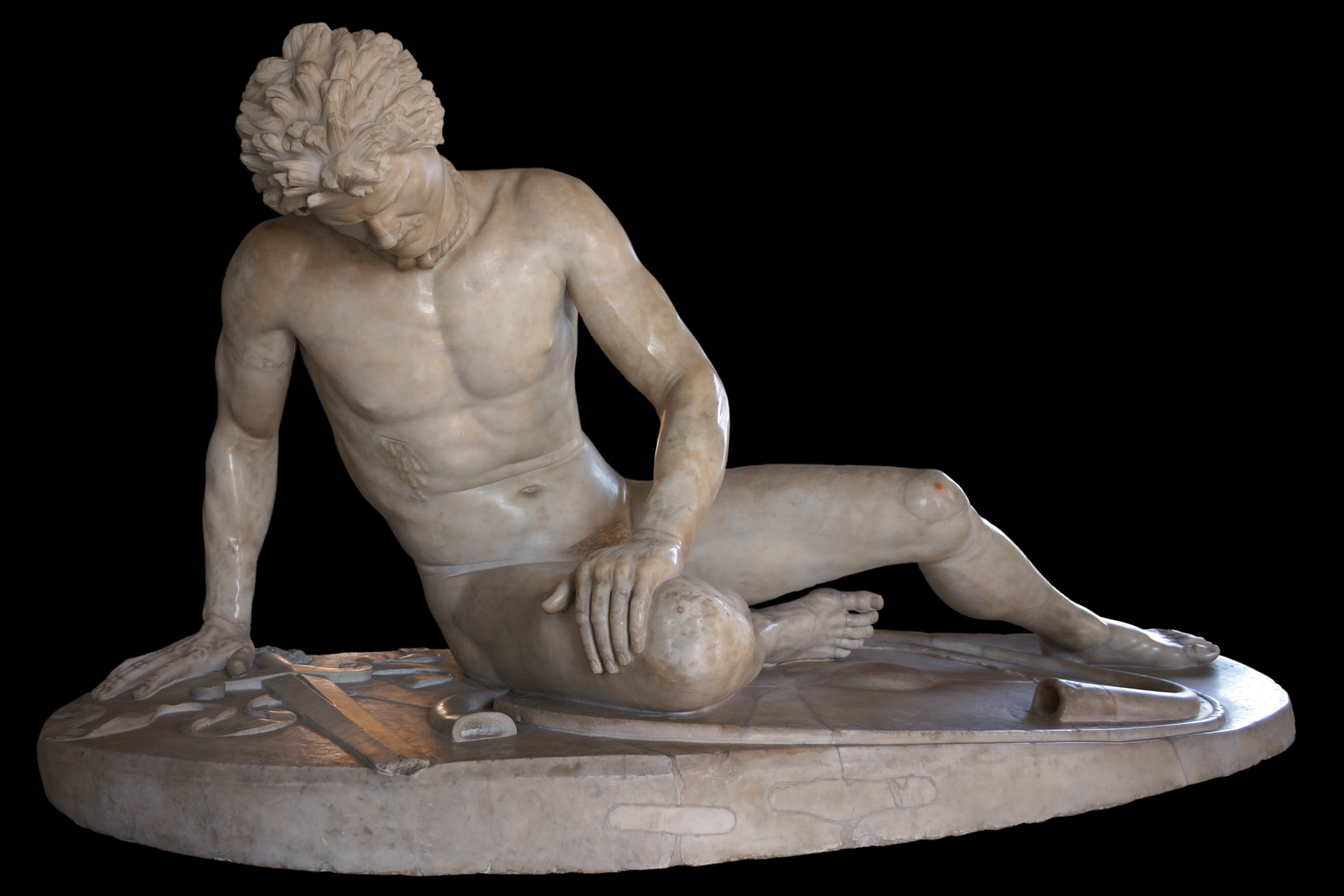
Skulptur des „Sterbenden Galliers“ aus dem Großen Attalischen Weihgeschenk

Nach der starken Expansion des pergamenischen Reiches um 200 v. Chr. begann vor allem unter Eumenes II. ein umfangreicher Ausbau der Hauptstadt Pergamon, aber auch entsprechende Projekte in diversen anderen Städten des attalidischen Machtbereichs. Die Herrscherfamilie versuchte ihr Prestige durch die Stiftung kostspieliger Gebäude und Infrastrukturprojekte zu steigern und ihren Machtzuwachs zu präsentieren. Allerdings lässt sich dabei stilistisch kein spezieller „attalidischer“ Baustil ausmachen. Ergänzt wurde dies durch die Stiftung von Kunstwerken, Denkmälern und Bauten an anderen prominenten Plätzen der hellenistischen Welt wie Athen, Delphi oder Delos, sodass Hans-Joachim Schalles von einer regelrechten „Kulturpolitik“ der pergamenischen Herrscher schrieb. Solche Formen der Wohltätigkeit (Euergetismus) waren im Hellenismus nicht unüblich.
Zu den Baumaßnahmen in der Hauptstadt selbst gehörte die Bibliothek von Pergamon, das Heiligtum der Hera und der Pergamonaltar, dessen umfangreiche Reliefverzierung gleichzeitig den politischen Anspruch der Attalidendynastie künstlerisch umsetzte. Zu den bekannten Kunststiftungen gehören das Große und das Kleine Attalische Weihgeschenk, ersteres mit dem „Sterbenden Gallier“ als Bestandteil.

## Kultur
Bauten wie die Bibliothek von Pergamon waren zugleich wichtiger Bestandteil des Kulturlebens im pergamenischen Reich; verschiedene namhafte Gelehrte waren dort beschäftigt. Dabei berichten antike Quellen insbesondere von einer Rivalität mit der berühmten Bibliothek von Alexandria. Die Geschichte, dass diese Feindschaft zu einem Embargo der Ausfuhr von Papyrus aus Ägypten und schließlich zur Erfindung des Pergaments in Pergamon geführt habe, ist allerdings in dieser Form sicher eine Legende.
Die unter den Attaliden entstandene Literatur ist nur in geringfügigen Bruchstücken überliefert. Vor dem Hintergrund der historisch bekannten Rivalität zur ägyptischen Ptolemäerreich wurde häufig vermutet, dass die Schriftsteller Alexandrias und Ägyptens einen feineren, grazileren Stil gepflegt hätten, die in Pergamon und im Attalidenreich dagegen einen „barockeren“, ausdrucksstärkeren oder sogar bombastischen Stil. Untersuchungen der erhaltenen Fragmente haben jedoch gezeigt, dass eine solche klare Unterscheidung zu stark vereinfachend ist und es in beiden Staaten (und darüber hinaus) sehr unterschiedliche literarische Stile gab.

## Stammbaum
|   |   |   |   |                            |                            |                            |                            |                                 |                                 |                                 |                                 |                                  |                                  |                                  |                                  | Attalos                               | Attalos                               | Attalos                               | Attalos                               | Attalos                               | Attalos                               |                                 |                                 | Boa                             | Boa                             | Boa                             | Boa                             | Boa                             | Boa                             |           |           |                               |                               |                               |                               |                                    |                                    |                                    |                                    |                                    |                                    |           |           |           |           |
|   |   |   |   |                            |                            |                            |                            |                                 |                                 |                                 |                                 |                                  |                                  |                                  |                                  | Attalos                               | Attalos                               | Attalos                               | Attalos                               | Attalos                               | Attalos                               |                                 |                                 | Boa                             | Boa                             | Boa                             | Boa                             | Boa                             | Boa                             |           |           |                               |                               |                               |                               |                                    |                                    |                                    |                                    |                                    |                                    |           |           |           |           |
|   |   |   |   |                            |                            |                            |                            |                                 |                                 |                                 |                                 |                                  |                                  |                                  |                                  |                                       |                                       |                                       |                                       |                                       |                                       |                                 |                                 |                                 |                                 |                                 |                                 |                                 |                                 |           |           |                               |                               |                               |                               |                                    |                                    |                                    |                                    |                                    |                                    |           |           |           |           |
|   |   |   |   |                            |                            |                            |                            |                                 |                                 |                                 |                                 |                                  |                                  |                                  |                                  |                                       |                                       |                                       |                                       |                                       |                                       |                                 |                                 |                                 |                                 |                                 |                                 |                                 |                                 |           |           |                               |                               |                               |                               |                                    |                                    |                                    |                                    |                                    |                                    |           |           |           |           |
|   |   |   |   | Eumenes                    | Eumenes                    | Eumenes                    | Eumenes                    | Eumenes                         | Eumenes                         |                                 |                                 | Satyra                           | Satyra                           | Satyra                           | Satyra                           | Satyra                                | Satyra                                |                                       |                                       | Philetairos Rg. 302–263 v. Chr.       | Philetairos Rg. 302–263 v. Chr.       | Philetairos Rg. 302–263 v. Chr. | Philetairos Rg. 302–263 v. Chr. | Philetairos Rg. 302–263 v. Chr. | Philetairos Rg. 302–263 v. Chr. |                                 |                                 |                                 |                                 |           |           |                               |                               |                               |                               |                                    |                                    |                                    |                                    | Attalos                            | Attalos                            | Attalos   | Attalos   | Attalos   | Attalos   |
|   |   |   |   | Eumenes                    | Eumenes                    | Eumenes                    | Eumenes                    | Eumenes                         | Eumenes                         |                                 |                                 | Satyra                           | Satyra                           | Satyra                           | Satyra                           | Satyra                                | Satyra                                |                                       |                                       | Philetairos Rg. 302–263 v. Chr.       | Philetairos Rg. 302–263 v. Chr.       | Philetairos Rg. 302–263 v. Chr. | Philetairos Rg. 302–263 v. Chr. | Philetairos Rg. 302–263 v. Chr. | Philetairos Rg. 302–263 v. Chr. |                                 |                                 |                                 |                                 |           |           |                               |                               |                               |                               |                                    |                                    |                                    |                                    | Attalos                            | Attalos                            | Attalos   | Attalos   | Attalos   | Attalos   |
|   |   |   |   |                            |                            |                            |                            |                                 |                                 |                                 |                                 |                                  |                                  |                                  |                                  |                                       |                                       |                                       |                                       |                                       |                                       |                                 |                                 |                                 |                                 |                                 |                                 |                                 |                                 |           |           |                               |                               |                               |                               |                                    |                                    |                                    |                                    |                                    |                                    |           |           |           |           |
|   |   |   |   |                            |                            |                            |                            | Eumenes I. Rg. 263–241 v. Chr.  | Eumenes I. Rg. 263–241 v. Chr.  | Eumenes I. Rg. 263–241 v. Chr.  | Eumenes I. Rg. 263–241 v. Chr.  | Eumenes I. Rg. 263–241 v. Chr.   | Eumenes I. Rg. 263–241 v. Chr.   |                                  |                                  |                                       |                                       |                                       |                                       |                                       |                                       |                                 |                                 |                                 |                                 |                                 |                                 |                                 |                                 |           |           | Antiochis Tochter des Achaios | Antiochis Tochter des Achaios | Antiochis Tochter des Achaios | Antiochis Tochter des Achaios | Antiochis Tochter des Achaios      | Antiochis Tochter des Achaios      |                                    |                                    | Attalos                            | Attalos                            | Attalos   | Attalos   | Attalos   | Attalos   |
|   |   |   |   |                            |                            |                            |                            | Eumenes I. Rg. 263–241 v. Chr.  | Eumenes I. Rg. 263–241 v. Chr.  | Eumenes I. Rg. 263–241 v. Chr.  | Eumenes I. Rg. 263–241 v. Chr.  | Eumenes I. Rg. 263–241 v. Chr.   | Eumenes I. Rg. 263–241 v. Chr.   |                                  |                                  |                                       |                                       |                                       |                                       |                                       |                                       |                                 |                                 |                                 |                                 |                                 |                                 |                                 |                                 |           |           | Antiochis Tochter des Achaios | Antiochis Tochter des Achaios | Antiochis Tochter des Achaios | Antiochis Tochter des Achaios | Antiochis Tochter des Achaios      | Antiochis Tochter des Achaios      |                                    |                                    | Attalos                            | Attalos                            | Attalos   | Attalos   | Attalos   | Attalos   |
|   |   |   |   |                            |                            |                            |                            |                                 |                                 |                                 |                                 |                                  |                                  |                                  |                                  |                                       |                                       |                                       |                                       |                                       |                                       |                                 |                                 |                                 |                                 |                                 |                                 |                                 |                                 |           |           |                               |                               |                               |                               |                                    |                                    |                                    |                                    |                                    |                                    |           |           |           |           |
|   |   |   |   |                            |                            |                            |                            |                                 |                                 |                                 |                                 |                                  |                                  |                                  |                                  |                                       |                                       |                                       |                                       |                                       |                                       |                                 |                                 |                                 |                                 |                                 |                                 | Apollonis                       | Apollonis                       | Apollonis | Apollonis | Apollonis                     | Apollonis                     |                               |                               | Attalos I. Rg./Kg. 241–197 v. Chr. | Attalos I. Rg./Kg. 241–197 v. Chr. | Attalos I. Rg./Kg. 241–197 v. Chr. | Attalos I. Rg./Kg. 241–197 v. Chr. | Attalos I. Rg./Kg. 241–197 v. Chr. | Attalos I. Rg./Kg. 241–197 v. Chr. |           |           |           |           |
|   |   |   |   |                            |                            |                            |                            |                                 |                                 |                                 |                                 |                                  |                                  |                                  |                                  |                                       |                                       |                                       |                                       |                                       |                                       |                                 |                                 |                                 |                                 |                                 |                                 | Apollonis                       | Apollonis                       | Apollonis | Apollonis | Apollonis                     | Apollonis                     |                               |                               | Attalos I. Rg./Kg. 241–197 v. Chr. | Attalos I. Rg./Kg. 241–197 v. Chr. | Attalos I. Rg./Kg. 241–197 v. Chr. | Attalos I. Rg./Kg. 241–197 v. Chr. | Attalos I. Rg./Kg. 241–197 v. Chr. | Attalos I. Rg./Kg. 241–197 v. Chr. |           |           |           |           |
|   |   |   |   |                            |                            |                            |                            |                                 |                                 |                                 |                                 |                                  |                                  |                                  |                                  |                                       |                                       |                                       |                                       |                                       |                                       |                                 |                                 |                                 |                                 |                                 |                                 |                                 |                                 |           |           |                               |                               |                               |                               |                                    |                                    |                                    |                                    |                                    |                                    |           |           |           |           |
|   |   |   |   |                            |                            |                            |                            |                                 |                                 |                                 |                                 |                                  |                                  |                                  |                                  |                                       |                                       |                                       |                                       |                                       |                                       |                                 |                                 |                                 |                                 |                                 |                                 |                                 |                                 |           |           |                               |                               |                               |                               |                                    |                                    |                                    |                                    |                                    |                                    |           |           |           |           |
| ? | ? | ? | ? | ?                          | ?                          |                            |                            | Eumenes II. Kg. 197–159 v. Chr. | Eumenes II. Kg. 197–159 v. Chr. | Eumenes II. Kg. 197–159 v. Chr. | Eumenes II. Kg. 197–159 v. Chr. | Eumenes II. Kg. 197–159 v. Chr.  | Eumenes II. Kg. 197–159 v. Chr.  |                                  |                                  | Stratonike Tochter des Ariarathes IV. | Stratonike Tochter des Ariarathes IV. | Stratonike Tochter des Ariarathes IV. | Stratonike Tochter des Ariarathes IV. | Stratonike Tochter des Ariarathes IV. | Stratonike Tochter des Ariarathes IV. |                                 |                                 | Attalos II. Kg. 159–138 v. Chr. | Attalos II. Kg. 159–138 v. Chr. | Attalos II. Kg. 159–138 v. Chr. | Attalos II. Kg. 159–138 v. Chr. | Attalos II. Kg. 159–138 v. Chr. | Attalos II. Kg. 159–138 v. Chr. |           |           | Philetairos                   | Philetairos                   | Philetairos                   | Philetairos                   | Philetairos                        | Philetairos                        |                                    |                                    | Athenaios                          | Athenaios                          | Athenaios | Athenaios | Athenaios | Athenaios |
| ? | ? | ? | ? | ?                          | ?                          |                            |                            | Eumenes II. Kg. 197–159 v. Chr. | Eumenes II. Kg. 197–159 v. Chr. | Eumenes II. Kg. 197–159 v. Chr. | Eumenes II. Kg. 197–159 v. Chr. | Eumenes II. Kg. 197–159 v. Chr.  | Eumenes II. Kg. 197–159 v. Chr.  |                                  |                                  | Stratonike Tochter des Ariarathes IV. | Stratonike Tochter des Ariarathes IV. | Stratonike Tochter des Ariarathes IV. | Stratonike Tochter des Ariarathes IV. | Stratonike Tochter des Ariarathes IV. | Stratonike Tochter des Ariarathes IV. |                                 |                                 | Attalos II. Kg. 159–138 v. Chr. | Attalos II. Kg. 159–138 v. Chr. | Attalos II. Kg. 159–138 v. Chr. | Attalos II. Kg. 159–138 v. Chr. | Attalos II. Kg. 159–138 v. Chr. | Attalos II. Kg. 159–138 v. Chr. |           |           | Philetairos                   | Philetairos                   | Philetairos                   | Philetairos                   | Philetairos                        | Philetairos                        |                                    |                                    | Athenaios                          | Athenaios                          | Athenaios | Athenaios | Athenaios | Athenaios |
|   |   |   |   |                            |                            |                            |                            |                                 |                                 |                                 |                                 |                                  |                                  |                                  |                                  |                                       |                                       |                                       |                                       |                                       |                                       |                                 |                                 |                                 |                                 |                                 |                                 |                                 |                                 |           |           |                               |                               |                               |                               |                                    |                                    |                                    |                                    |                                    |                                    |           |           |           |           |
|   |   |   |   | Aristonikos (Eumenes III.) | Aristonikos (Eumenes III.) | Aristonikos (Eumenes III.) | Aristonikos (Eumenes III.) | Aristonikos (Eumenes III.)      | Aristonikos (Eumenes III.)      |                                 |                                 | Attalos III. Kg. 138–133 v. Chr. | Attalos III. Kg. 138–133 v. Chr. | Attalos III. Kg. 138–133 v. Chr. | Attalos III. Kg. 138–133 v. Chr. | Attalos III. Kg. 138–133 v. Chr.      | Attalos III. Kg. 138–133 v. Chr.      |                                       |                                       |                                       |                                       |                                 |                                 |                                 |                                 |                                 |                                 |                                 |                                 |           |           |                               |                               |                               |                               |                                    |                                    |                                    |                                    |                                    |                                    |           |           |           |           |